# Leucothrix mucor
Espèce
Leucothrix mucor est l'espèce type du genre bactérien Leucothrix de la famille des Thiotrichaceae. On la trouve dans les habitats marins.

## Description
Leucothrix mucor est une bactérie qui peut se présenter sous la forme de filaments de 2 à 3 µm de large et de plus100 µm de long. Ces longs filaments sont composés de cellules courtes, cylindriques ou ovoides (gonidies). Les cellules gonidiales s'associent, produisent un crampon et se développent en rosettes de nouveaux filaments. Les filaments de L. mucor peuvent, sous certaines conditions, former des nœuds lorsqu'ils sont cultivés en laboratoire.
Physiologiquement, les Leucothrix sont des microorganismes chimiohétérotrophes, ce qui les distingue des Thiothrix, qui sont capables d'utiliser l'oxydation du soufre comme source d'énergie.

## Taxonomie

### Étymologie
Son étymologie est la suivante : Leu'co.thrix Gr. adj. leucus signifiant clair, léger; Gr. n. thrix trichis cheveux; M. L. fem. n. Leucothrix chevelure incolore pour le nom de genre et mu' cor. L. n. mucor moisissure; M.L. n. mucor un genre de moisissure pour l'épithète,. Le nom a été déclaré publié de manière valide par l'ICSP selon le code de nomenclature bactérienne en 1980.

### Taxonomie
Le genre Leucothrix a été décrit par Örsted en 1844 avec l'espèce Leucothrix mucor comme espèce type et unique espèce à cette époque.